# 남동구 (선거구)
남동구는 대한민국의 옛 국회의원 선거구이다. 당시 인천광역시 남동구 지역을 관할했다.

## 역사
1988년 1월 1일을 기해 인천직할시 남구의 일부가 남동구로 분리되어 신설되었다. 이에 대한민국 제13대 국회의원 선거를 앞두고 남동구 선거구가 중구·남구 선거구에서 분리되어 신설되었다. 
대한민국 제15대 국회의원 선거에서 남동구 선거구가 남동구 갑, 남동구 을 선거구로 분리되면서 폐지되었다.

## 역대 국회의원
| 선거   | 정당 | 정당       | 의원   |
| ------ | ---- | ---------- | ------ |
| 1988년 |      | 민주정의당 | 강우혁 |
| 1992년 |      | 민주자유당 | 강우혁 |

## 역대 선거 결과

### 대한민국 제13대 국회의원 선거
|  | 36.42% |

|  | 33.88% |

|  | 15.76% |

|  | 13.92% |

### 대한민국 제14대 국회의원 선거
|  | 34.05% |

|  | 33.31% |

|  | 26.96% |

|  | 3.70% |

|  | 1.95% |